# Dan Dunn

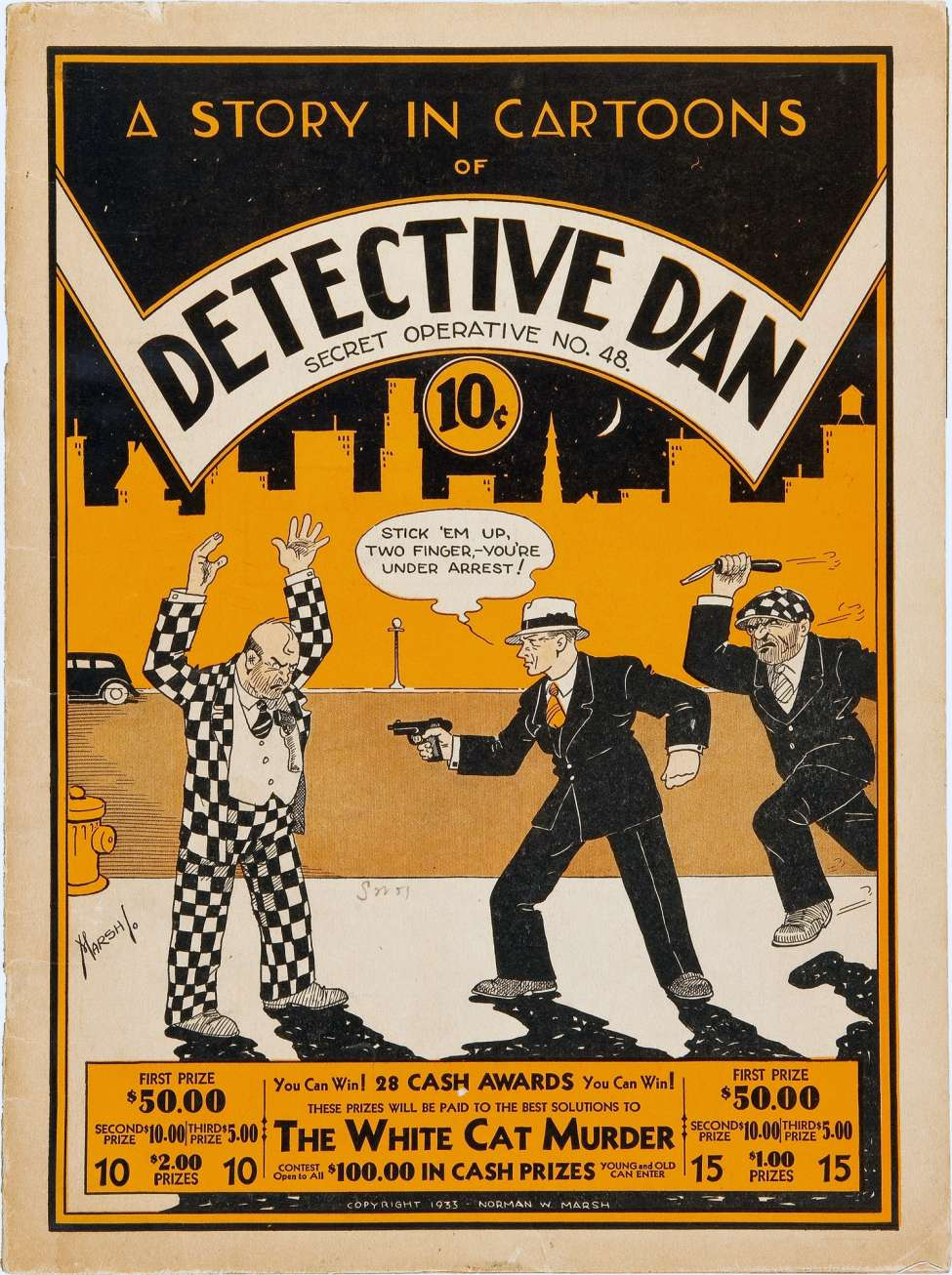
Couverture de Detective Dan: Secret Operative No. 48 (1933).

Dan Dunn est une série de bande dessinée policière créée par l'Américain Norman W. Marsh (en). 
Après avoir fait l'objet d'une publication au format tabloïd en mai 1933, Detective Dan: Secret Operative No. 48, elle a été diffusée sous forme de comic strip de septembre 1933 à octobre 1943 par Publishers Syndicate.
Cette série au graphisme cru très fortement inspirée par Dick Tracy est reprise début 1942 par le scénariste Allen Saunders et le dessinateur Paul Pinson, auquel succède Alfred Andriola en janvier 1943.